# Limerenza

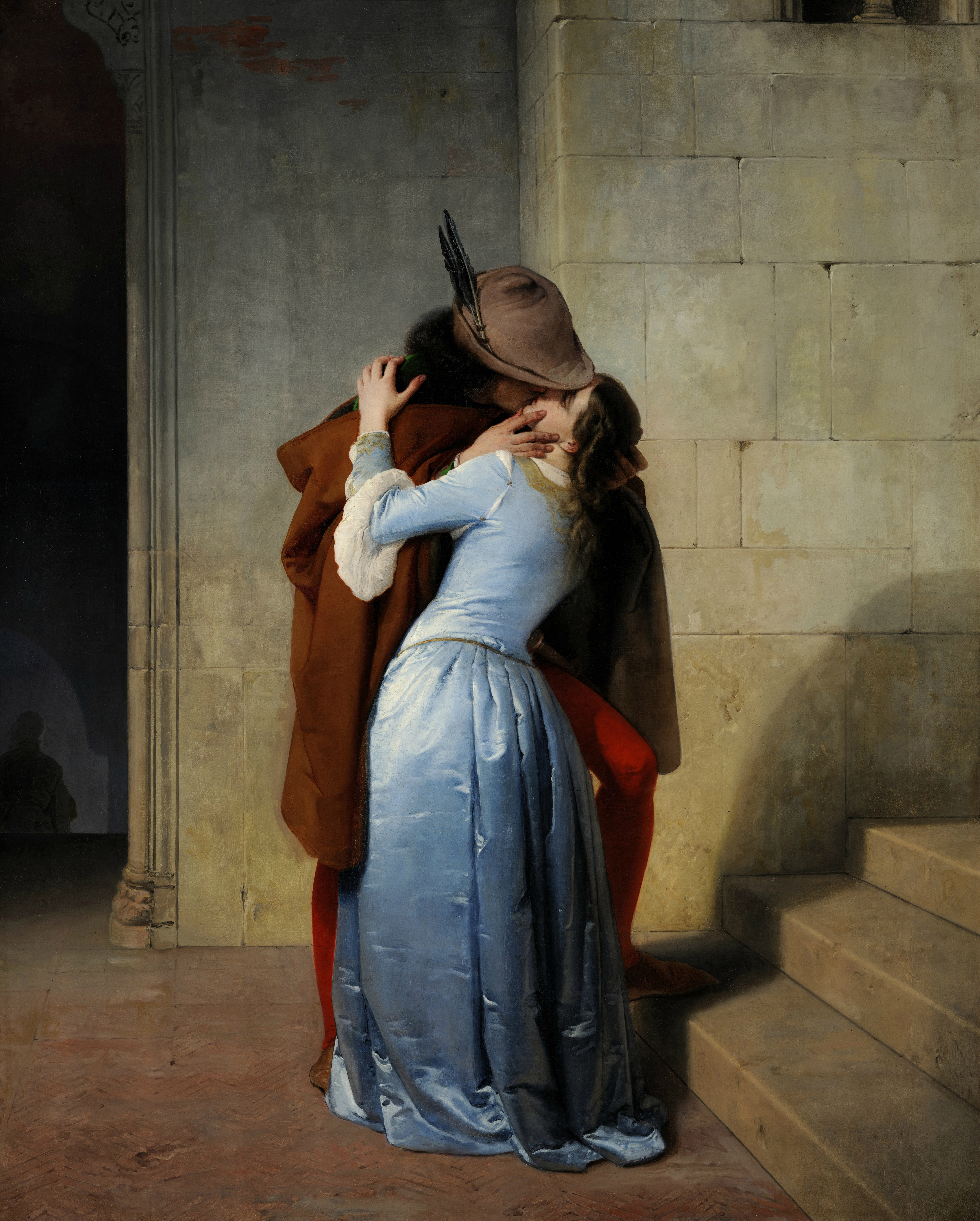
Il Bacio di Francesco Hayez (1859). L'amore romantico, qui raffigurato, rappresenta il retroterra dello stato di limerenza.

La limerenza (o ultrattaccamento) è uno stato cognitivo ed emotivo caratterizzato da intenso desiderio per un'altra persona. Il termine fu coniato dalla psicologa Dorothy Tennov per descrivere lo stadio finale, quasi ossessivo dell'amore romantico.

Il concetto rappresenta un tentativo di impostare scientificamente lo studio dell'amore romantico. Il termine limerenza si riferisce spesso a voler intendere lo stato di una persona che esprime un intenso desiderio di attaccamento, preoccupazione per la persona amata, e, come mostrano recenti ricerche sulla neurochimica, uno stato mentale simile ad un disturbo ossessivo-compulsivo.
Lo stato di limerenza è caratterizzato da pensieri intrusivi e da un'acuta sensibilità ad eventi esterni che riflettono la disposizione della persona nei confronti degli individui: si può provare un'intensa gioia o essere inclini a un'estrema disperazione, a seconda di come i propri sentimenti vengono ricambiati.
Secondo Tennov, esistono almeno due tipi di amore: "limerenza", quello che lei chiama attaccamento amoroso, e l'affetto amorevole, cioè il tipo di legame che gli individui instaurano con i propri genitori e i propri figli.
Molte lingue, a differenza dell'inglese, posseggono termini tradizionali per denotare la limerenza, come il tedesco Verliebtheit, lo scandinavo forelskelse, il brasiliano paixonite, o il russo влюблённость (vljublënnost').

## Origini

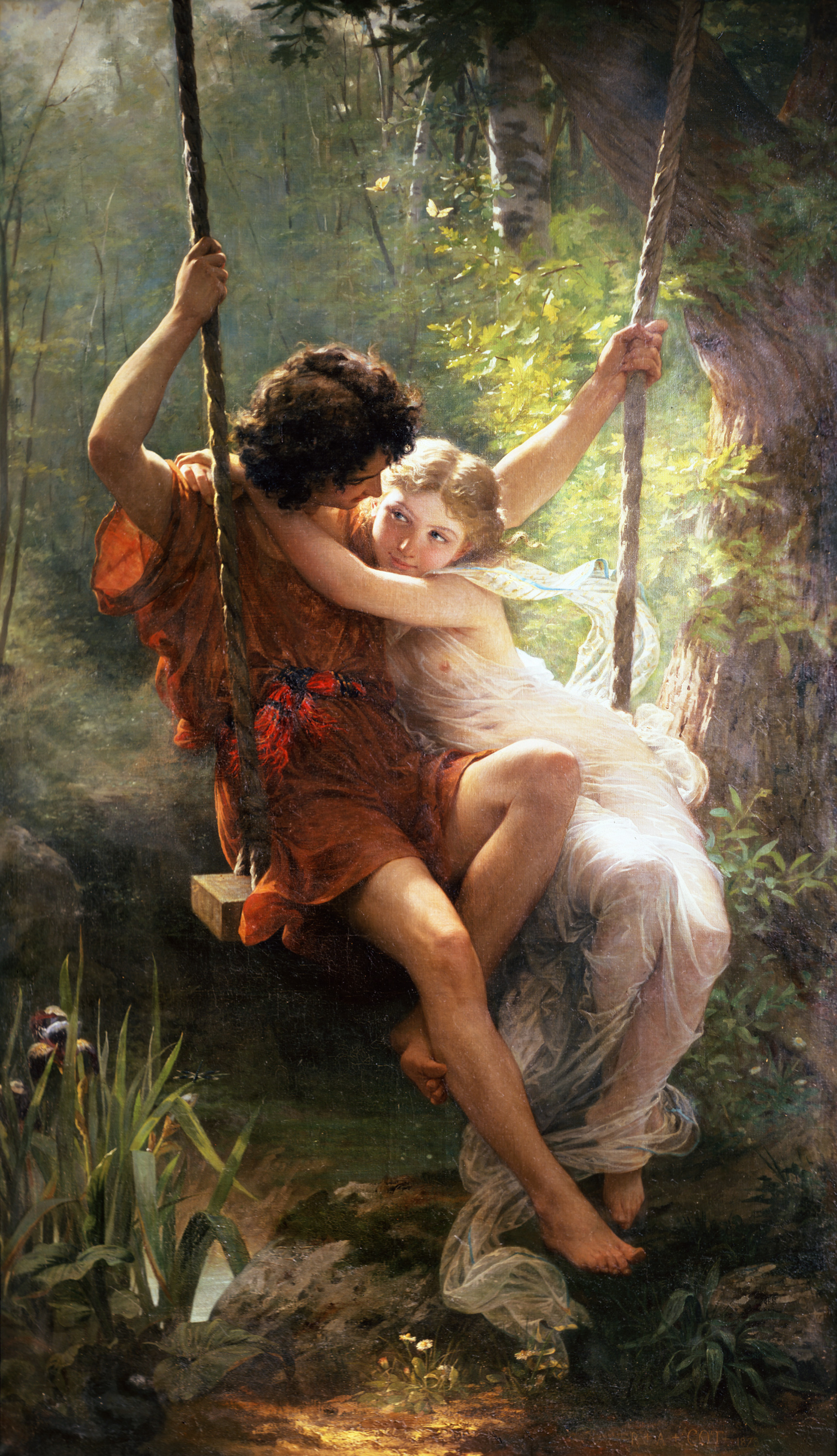
Le Printemps di Pierre-Auguste Cot (1873). L'attaccamento amoroso, nella sua accezione ossessiva-compulsiva è il tratto caratteristico della limerenza.

Il concetto di limerenza si trova per la prima volta nelle ricerche di Tennov a metà degli anni sessanta. Ella sottopose ad intervista oltre 500 persone sull'argomento dell'amore. Tennov coniò il termine "limerence" nel 1977, pubblicandolo poi nel suo libro dello stesso anno, Love and Limerence: The Experience of Being in Love.
Tennov opera una differenziazione tra la limerenza e altri stati emotivi affermando che l'amore implica interesse per il benessere e per i sentimenti dell'altra persona. Sebbene la limerenza non lo presupponga, l'interesse vi può certamente essere incluso.
Affetto e tenerezza esistono solo come disposizioni verso un'altra persona, a prescindere dal fatto che questi sentimenti siano ricambiati, laddove invece la limerenza richiede che lo siano. Il contatto fisico con l'oggetto amato non è né essenziale né sufficiente a chi stia facendo esperienza di limerenza, a differenza di chi prova un'attrazione sessuale.
Lo stato iniziale dell'innamoramento definito in inglese New Relationship Energy (acr. "NRE") si avvantaggia di una comunicazione aperta e di una consapevole mutualità di sentimenti ed è generalmente vista come una positiva esperienza di legame, mentre la limerenza può disperdersi una volta che si sia stabilita una reciprocità, ed è caratterizzata da incertezza e ansietà.
Il concetto di "limerenza" ha ispirato un cortometraggio del 2012 intitolato proprio Limerence.